# Мёртвый Пан (натюрморт Ламберта)
«Мёртвый Пан» (англ. Pan Is Dead (Still Life)) — натюрморт австралийского художника Джорджа Вашингтона Ламберта, написанный в 1911 году. Находится в коллекции Художественной галереи Нового Южного Уэльса в Сиднее, Новый Южный Уэльс.

## Описание
На картине изображены бюст Пана рядом с белыми перчатками и стеклянной вазой, наполненной белыми розами. Ламберт создал бюст Пана как часть костюма персонажа, которого он сыграл в живой картине «Пробуждение Пана», поставленной в 1909 году женой художника Филиппа Коннарда:

Ламберт придумал концепцию, в которой сыграл на разнице между тем, как вещи выглядят на поверхности холста, и тем, каковы они есть на самом деле. Он упразднил разницу между массивным бюстом Пана и букетом хрупких белых роз в стеклянной вазе рядом с ним, придав скульптурным завиткам волос Пана сходство с розами и используя чётко очерченные контуры для «лепки» цветов.Оригинальный текст (англ.)Lambert constructed a conceit in which he played upon the difference between how things appear on the surface of the canvas and how they are in reality. He abrogated the difference between the solid bust of Pan and the bunch of fragile white roses in the glass vase beside it by making the sculpted curls in Pan's hair resemble roses and by using sharply defined edges to 'sculpt' the flowers.
Считается, что бог Пан олицетворяет природу, а белые розы символизируют «истину, невинность и духовность». Белые перчатки были «символом хороших манер» в эдвардианскую эпоху.

## История
Полотно было впервые представлено общественности в Лондоне в 1911 году под названием «Пан мёртв»; название предполагает «как то, что Пан потерял свою живость, превратившись в неподвижную скульптуру, так и возможное поражение, нанесённое Пану невинностью цветов с одной стороны и жёсткими общественными нравами эдвардианского среднего класса — с другой».
Картина была приобретена Художественной галереей Нового Южного Уэльса в 1952 году и остается частью её коллекции.